# Augustin Ondřej
Augustin Ondřej (28. srpna 1887 Hořepník. - 22. července 1956 Praha) byl český mineralog, profesor VŠCHT v Praze.

## Život
Narodil se v rodině učitele v Hořepníku Františka Ondřeje (1865-??) a jeho manželky Marie, rozené Kupšovské (1869-??). Od roku 1893 byla rodina policejně hlášena na Smíchově (dnes Praha), kde byl František Ondřej učitelem na měšťanské škole. Augustin Ondřej byl nejstarší z pěti dětí. Jeho mladší bratr Severin (1889-1964) byl architektem.
V roce 1920 byl jmenován profesorem na České vysoké škole technické v Praze.
Po druhé světové válce byl vedoucím katedry mineralogie Vysoké školy chemicko-technologické v Praze. Významně přispěl k rozšíření jejích mineralogických sbírek.

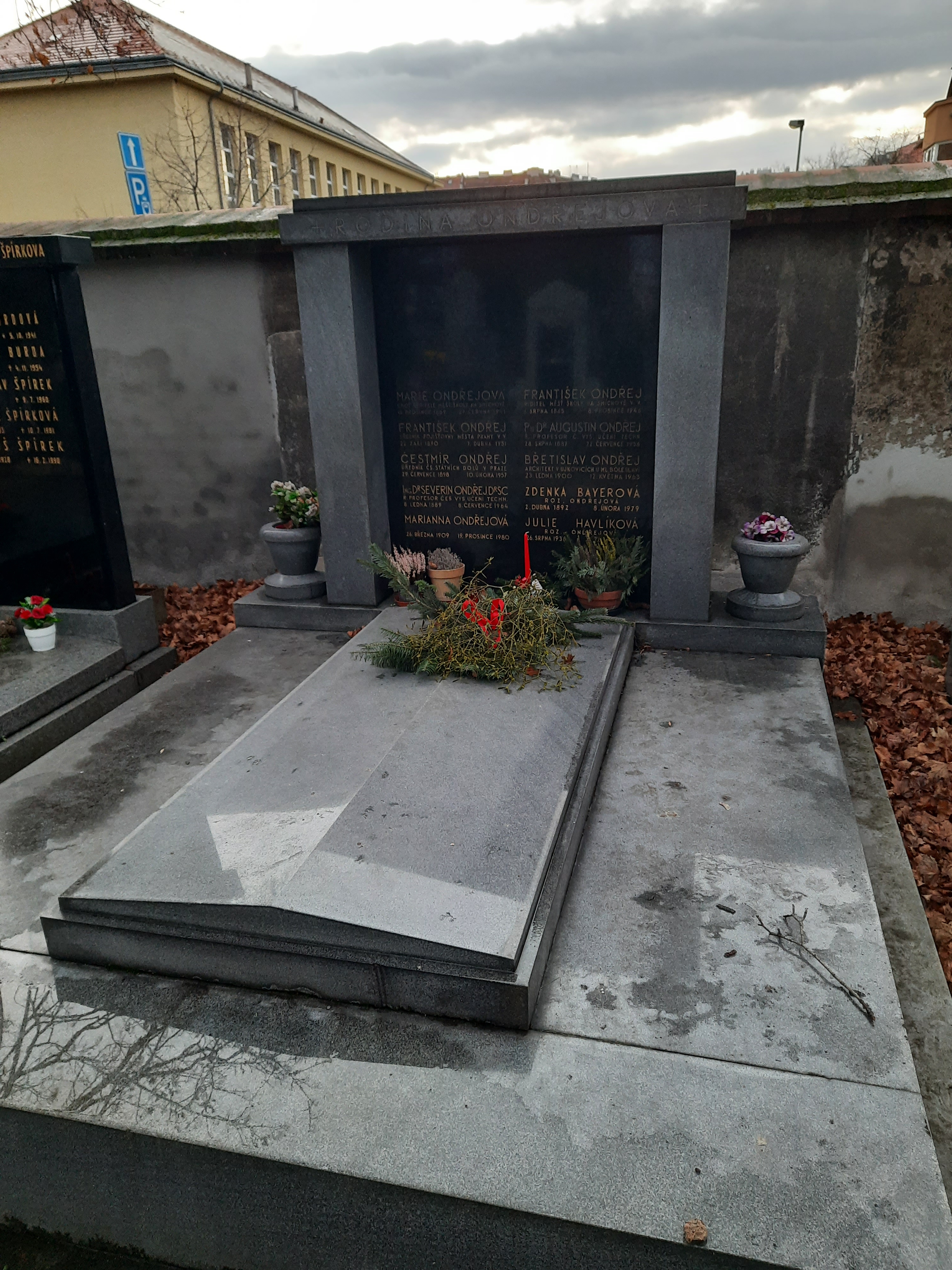
Hrobka rodiny Ondřejovy na Bubenečském hřbitově

Zemřel roku 1956 v Praze. Pohřben byl v rodinné hrobce na Bubenečském hřbitově.

## Ocenění díla
- 1956 Řád práce in memoriam